# Eningen unter Achalm
Eningen unter Achalm település Németországban, azon belül Baden-Württembergben. Lakosainak száma 11 582 fő (2023. december 31.). Eningen unter Achalm Metzingen, Pfullingen és Reutlingen községekkel határos.

## Népesség
A település népessége az elmúlt években az alábbi módon változott:
| Lakosok száma | 7421 | 8147 | 9298 | 9220 | 9371 | 9844 | 10 413 | 10 936 | 10 672 | 11 582 |
|               | 1961 | 1967 | 1974 | 1980 | 1987 | 1993 | 2000   | 2006   | 2013   | 2023   |